# John Buchanan (Botaniker)
John Buchanan (* 13. Oktober 1819 in Levenside, Dunbartonshire; † 18. Oktober 1898 in Dunedin) war ein britischer Zeichner und Botaniker, der in Neuseeland tätig war. Sein offizielles botanisches Autorenkürzel lautet „Buchanan“.

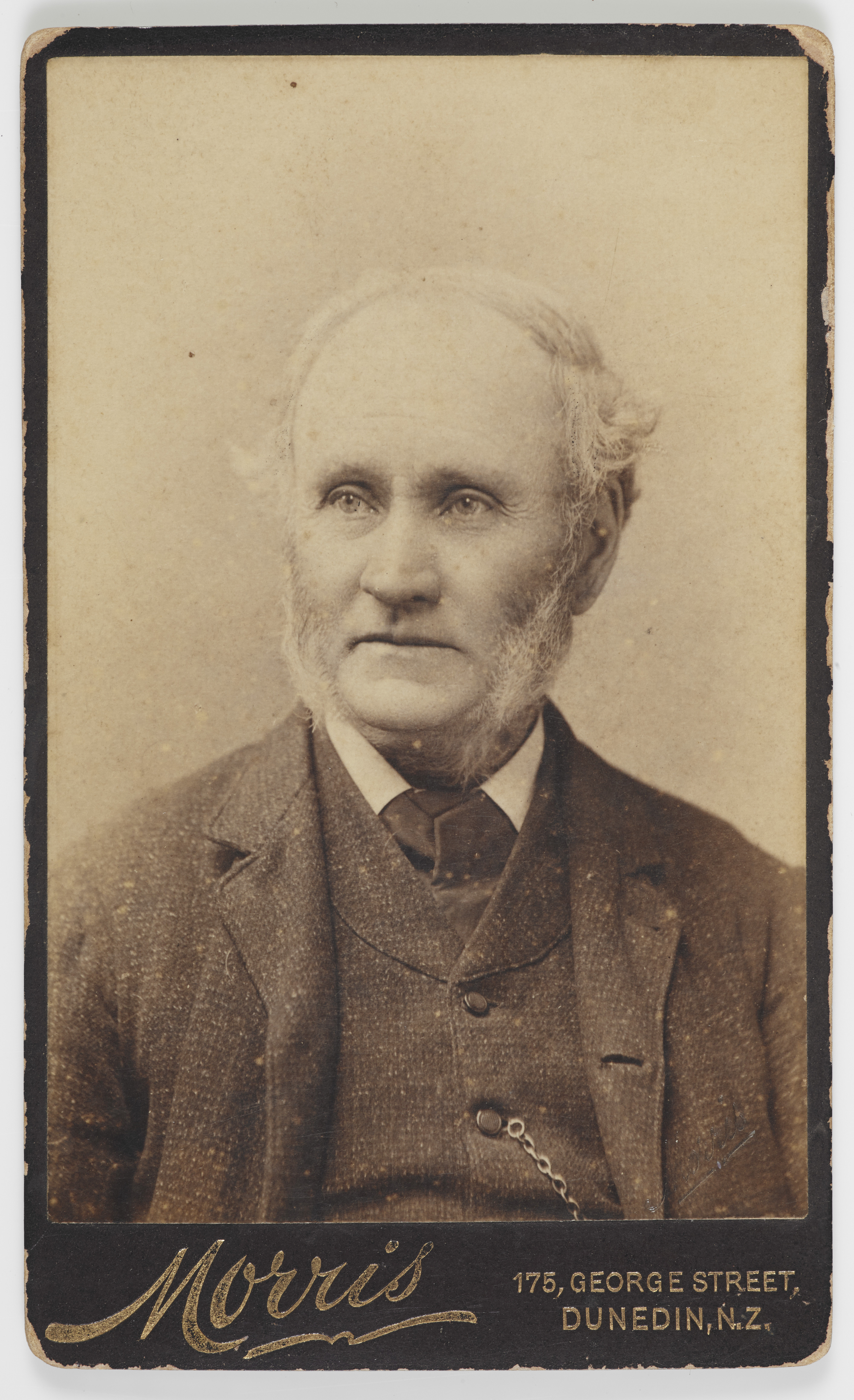
John Buchanan

Buchanan begann als Musterzeichner für Kaliko-Drucke in Schottland und beschäftigte sich in seiner Freizeit mit Botanik. 1851 wanderte er nach Neuseeland aus, wo er Gold suchte und eine Farm hatte. Ab 1862 war er Zeichner und Botaniker beim Geological Survey von Neuseeland und begleitete James Hector auf Expeditionen. Hector stellte ihn auch im Colonial Museum in Wellington ein. Er sammelte die Flora Neuseelands und illustrierte zum Beispiel für die Transactions of the New Zealand Institute. 1885 zog er wieder nach Dunedin.
1876 wurde er Fellow der Linnean Society of London.

## Schriften
- Sketch of the Botany of Otago, Transactions and Proceedings of the New Zealand Institute, 1868
- The Indigenous Grasses of New Zealand, 1878, 1879, 1880